# くるみと七人のこびとたち
『くるみと七人のこびとたち』は、高瀬綾による少女漫画。

## 概要
『なかよし』（講談社）において、1992年12月号から1995年2月号まで連載された。全26話。単行本全5巻。
グリム童話をモチーフにしたファンタジー作品。高瀬綾の代表作で、ふわふわとした絵柄、パワフルな主人公、時折ミュージカル風に歌いだすキャラクターなどが特徴。

## あらすじ
童話が好きな中学1年生・森本 くるみ（もりもと くるみ）は、親戚の童話作家・春日 春比（かすが はるひ）がドイツ旅行から帰ってくる日を楽しみにしていた。
しかし、ハルヒの家に行ってみると、既に帰っている形跡はあるのに姿が見当たらない。そのかわり、くるみは、ハルヒが旅先で買った奇妙な古い本を発見する。すると、その本からあわてる七人の小人とグリム兄弟があらわれた。なんとその本は、童話の住人たちが童話の通りに暮らしている「メルヘンランド」の扉であった。
グリム兄弟たちが言うには、ハルヒがメルヘンランドに入って来たことで童話のストーリーが変わってしまったという。
実は、メルヘンランドにやってきたハルヒは、白雪姫と恋に落ち、そのせいで白雪姫と王子の結婚式で死ぬはずだった白雪姫の継母・サザーヌが生き延びてしまったのだ。そしてサザーヌは、不思議な鏡の力でメルヘンランドの運命（童話の筋書き。善人は幸福になり悪人は滅ぶ）を知り、自分以外の童話の悪役も生き残らせようとし始めた。
メルヘンランドで悪が生き残り、正しいということになれば、くるみのいる現実の童話もそのような内容になってしまう。そこで、グリム兄弟は、くるみをメルヘンランドに呼び込み、サザーヌが狂わせた物語を修正することを頼む。
小人たちとメルヘンランドへ来たくるみは、白雪姫の王子・カイルと出会い、いずこかへ旅立った白雪姫とハルヒを探しはじめる。くるみたちは、シンデレラや赤ずきんなど童話の物語を修正するうち、2人がサザーヌの城にいることをつきとめる。

## キャラクター
森本くるみ（もりもと くるみ）
本作の主人公。中学1年生。
ハルヒに憧れている元気な少女。ハルヒを取り戻すためメルヘンランドを旅することになる。サザーヌの介入で不幸になっている主人公や脇役を励まし、物語を修正する。
カイル
「白雪姫」の王子。七人の小人に囲まれていたくるみを白雪姫と勘違いするが、白雪姫がハルヒと旅立ったと知りくるみの旅に同行する。
こびとたち（クルーク、ルーイヒ、ラオト、ザット、エルガー、ヒュプシュ、トレーネ）
「白雪姫」の七人の小人。くるみが物語を修正することを手伝う。それぞれに人間の感情や性質を現す名前（ドイツ語。それぞれ「賢い」、「物静かな」、「騒々しい」、「満腹の」、「怒り」、「かわいい」、「涙」の意味）が付けられている。
バウ
ハルヒの家の犬。白い長毛種。くるみとともにメルヘンランドに入る。
グリム兄弟
ヤーコプ・グリムとヴィルヘルム・グリム。童話への功績を「お上」に認められ、メルヘンランドの番人をしている。くるみに目的地（不幸になっている童話の主人公の居場所）を教える地図と、物語を修正した後再び狂わされないよう封印するためのペンダントを与える。
サザーヌ
「白雪姫」の継母。白雪姫と王子の結婚式で死ぬはずだったが、ハルヒが現れたため生き残った。童話の登場人物の運命を鏡に教えられ、幸福になる善人が不幸になるよう手を回す。
レオ
サザーヌの部下の隻眼の青年。「白雪姫」の狩人。
春日春比（かすが はるひ）
くるみの親戚、童話作家。くるみには「ハルヒおにーちゃん」と呼ばれている。ドイツ旅行中に鍵が掛かって開かない本を購入するが、鍵が壊れメルヘンランドに迷い込む。メルヘンランドで白雪姫と出会い、世界を見に旅立つ。
お上
グリム兄弟を通してくるみに接触する謎の存在。

## サブタイトル
第1巻 – 1993年10月6日発売/ISBN 4061787632
- 第1話　くるみと七人のこびとたち メルヘンランドの旅に出る
- 第2話　白雪姫の王子 カイル現る
- 第3話　迷える灰かぶりに愛の手を
- 第4話　赤ずきんちゃんは道草中
- 第5話　だれがいばら姫の王子さま?

第2巻 – 1994年2月5日発売/ISBN 4061787705
- 第6話　サザーヌの城へ
- 第7話　あらたなる旅立ち
- 第8話　ヘンゼルとグレーテル 夢の家
- 第9話　ヘンゼルとグレーテル 宝物
- 第10話　つぐみのひげの王子さま

第3巻 – 1994年6月6日発売/ISBN 4061787799
- 第11話　くつ屋のこびと
- 第12話　くつ屋のこびとのごほうびは
- 第13話　グーナじいさんの金のがちょう
- 第14話　金のがちょう「笑って ね」
- 第15話　ラプンツェル – 塔の上 カゴの鳥 –
- 第16話　レオを仲間に…?

第4巻 – 1994年10月6日発売/ISBN 4061787888
- 第17話　七つの木の実のゆくえ
- 第18話　神さまがふたり
- 第19話　くるみの世界とメルヘンランド
- 第20話　ユニコーンをさがして
- 第21話　モーヌの山のドラゴン

第5巻 – 1995年6月6日発売/ISBN 4061788078
- 第22話 ドラゴンさんのためにも
- 第23話 霧の湖マシュウ
- 第24話 黒井くんの正体
- 第25話 ユニコーン!!〜くるみたちの歩み〜
- 第26話 さよならメルヘンランド

## 備考
テレビアニメ化やOVA化は行われていないが、「なかよし」連載漫画のキャラクターが登場するテレビゲームソフト『なかよしといっしょ』(FC)や『PANIC IN なかよしワールド』(SFC)に本作のキャラクターが登場している。